# Roger (évêque de Coutances)
Pour les articles homonymes, voir Roger.
Roger (Rogerius) est un évêque de Coutances de la première moitié du XIIe siècle.

## Biographie
Roger succède à Raoul à l'évêché de Coutances en 1114 après une vacance de quelques années.
Peu est connu de son épiscopat. Il assiste en 1119 au concile de Reims tenu par le pape Calixte II.
Le fait le plus connu est celui du naufrage de la Blanche-Nef, raconté par Orderic Vital. Roger bénit le navire sur lequel ont pris place aux côtés de l'héritier au trône d'Angleterre son frère, ses trois neveux et son fils. Il assiste au naufrage impuissant dans la baie de Barfleur,.
Il meurt en 1123.

## Descendance
Roger a eu un fils († 1120), chapelain royal, mort lors du naufrage de la Blanche-Nef.